# Кобильники (Серадзький повіт)
Кобильники (пол. Kobylniki) — село в Польщі, у гміні Блашки Серадзького повіту Лодзинського воєводства.
Населення — 131 особа (2011).
У 1975-1998 роках село належало до Серадзького воєводства.

## Демографія
Демографічна структура станом на 31 березня 2011 року:
|          | Загалом | Допрацездатний вік | Працездатний вік | Постпрацездатний вік |
| -------- | ------- | ------------------ | ---------------- | -------------------- |
| Чоловіки | 70      | 14                 | 51               | 5                    |
| Жінки    | 61      | 11                 | 34               | 16                   |
| Разом    | 131     | 25                 | 85               | 21                   |